# 281-ша дивізія охорони (Третій Рейх)
281-ша дивізія охорони (Третій Рейх) (нім. 281. Sicherungs-Division) — піхотна дивізія Вермахту, що виконувала завдання охорони тилу військ за часів Другої світової війни. Протягом війни діяла як з'єднання охорони тилових комунікацій, шляхів постачання та для виконання завдань антипартизанської боротьби в тилу групи армій «Північ». 11 листопада 1944 року переформована на 281-шу піхотну дивізію.

## Історія
281-ша дивізія охорони сформована 15 березня 1941 року у ході мобілізації у 2-му військовому окрузі на навчальному центрі Гросс Борн (нім. Truppenübungsplatz Groß-Born). Формування здійснювалось на фондах 207-ї піхотної дивізії.
З літа 1941 року 281-ша дивізія виконувала завдання з охорони тилу та забезпечення функціонування шляхів постачання, залізниці, транспортних вузлів тощо в смузі відповідальності групи армій «Північ». У серпні 1942 року до складу дивізії доданий посилений 368-й піхотний полк. З лютого 1943 року 281-ша дивізія охорони діяла у складі II армійського корпусу генерала від інфантерії П. Лаукса в районі Дем'янська.
З березня до червня 1943 року вона забезпечувала тили 10-го генерала артилерії К. Гансена і 8-го генерала від інфантерії Г. Гене армійських корпусів поблизу Старої Русси. Билася в Білорусі, потім у Балтійських країнах, відступила до Курляндії, де потрапила разом з іншими формуваннями вермахту в Курляндський котел.
У листопаді 1944 року на її основі сформована 281-ша піхотна дивізія.

## Райони бойових дій
- Німеччина (березень — червень 1941)
- СРСР (північний напрямок) (червень 1941 — листопад 1944)

## Командування

### Командири
- Генерал-лейтенант Фрідріх Баєр (нім. Friedrich Bayer) (15 березня — 1 жовтня 1941)
- Генерал-лейтенант Теодор Шерер (нім. Theodor Scherer) (1 жовтня 1941 — 20 червня 1942)
- Генерал-лейтенант Вільгельм-Гунольд фон Штокгаузен (нім. Wilhelm-Hunold von Stockhausen) (20 червня — грудень 1942)
- Генерал-майор Бруно Скультетус (нім. Bruno Scultetus) (грудень 1942 — 10 травня 1943)
- Генерал-лейтенант Вільгельм-Гунольд фон Штокгаузен (10 травня 1943 — 27 липня 1944)
- Генерал-лейтенант Бруно Ортнер (нім. Bruno Ortner) (27 — 30 липня 1944)
- Генерал-лейтенант Алоїз Віндіш (нім. Alois Windisch) (30 липня — 19 вересня 1944)
- Генерал-лейтенант Бруно Ортнер (19 вересня — 11 листопада 1944)

### Підпорядкованість
| Час      | Корпус           | Армія            | Група армій (округ)  | Штаб                        |
| -------- | ---------------- | ---------------- | -------------------- | --------------------------- |
| 1941     |                  |                  |                      |                             |
| квітень  | формування       | формування       | формування           | Навчальний центр Гросс Борн |
| червень  | прифронтова зона | прифронтова зона | Група армій «Північ» | Маріямполе                  |
| 1942     |                  |                  |                      |                             |
| січень   | прифронтова зона | прифронтова зона | Група армій «Північ» | Північно-Західна Росія      |
| 1943     |                  |                  |                      |                             |
| січень   | прифронтова зона | прифронтова зона | Група армій «Північ» | Північно-Західна Росія      |
| 1944     |                  |                  |                      |                             |
| січень   | прифронтова зона | прифронтова зона | Група армій «Північ» | Північно-Західна Росія      |
| березень | XXXVIII ак       | 18-та армія      | Група армій «Північ» | Чудсько-Псковське озеро     |
| квітень  |                  | 16-та армія      | Група армій «Північ» | Полоцьк                     |
| квітень  | I ак             | 16-та армія      | Група армій «Північ» | Полоцьк                     |
| листопад | XVI ак           | 16-та армія      | Група армій «Північ» | Курляндія                   |

### Склад
| 1942                                        | 1944                                   |
| ------------------------------------------- | -------------------------------------- |
| 368-й посилений піхотний полк               | 368-й гренадерський полк               |
| II. дивізіон 207-го артилерійського полку   | 281-й артилерійський дивізіон          |
| 707-й вартовий батальйон                    | 107-й полк охорони                     |
| 107-й полк земельних стрільців              | III батальйон 9-го поліцейського полку |
| —                                           | 281-й загін «Східних» рейтарів         |
| —                                           | 281-ша танкова рота                    |
| 822-й дивізійний батальйон зв'язку          |                                        |
| 368-ме управління допоміжних частин дивізії |                                        |
| 368-й запасний піхотний батальйон           | 368-й запасний гренадерський батальйон |

#### Підрозділи «Східних військ», що діяли з дивізією
- 281-й загін «Східних» рейтарів (4 роти)[Прим. 12]
- 672-й інженерний батальйон «Східних» (3 роти)[Прим. 13]
- I./198-й Вірменський піхотний батальйон (5 рот)[Прим. 14]
- 842-й та 843-й північноукраїнські півбатальйони [Прим. 15]

## Нагороджені дивізії
Нагороджені дивізії
Нагороджені Сертифікатом Пошани Головнокомандувача Сухопутних військ для військових формувань Вермахту за збитий літак противника (4)
- 16 травня 1942 — III-й батальйон 368-го піхотного полку за дії 7 лютого 1942 (94);
- 16 травня 1942 — 368-ма легка піхотна колона 368-го піхотного полку за дії 3 березня 1942 (135);
- 19 червня 1942 — 10-та рота 368-го піхотного полку за дії 17 квітня 1942 (159);
- 19 червня 1942 — 2-й взвод 11 роти 368-го піхотного полку за дії 22 квітня 1942 (167).

|  | Кавалери Золотого Німецького Хреста                           | 18                                               |
|  | Кавалери Лицарського хреста Залізного хреста з Дубовим листям | 1 (№ 92 генерал-майор Теодор Шерер — 05.05.1942) |
|  | Кавалери Лицарського хреста Залізного хреста                  | 3                                                |

- Нагороджені Сертифікатом Пошани Головнокомандувача Сухопутних військ (3)
- Нагороджені Сертифікатом Пошани Головнокомандувача Сухопутних військ за збитий літак противника (1)